# Wasserstadt Limmer

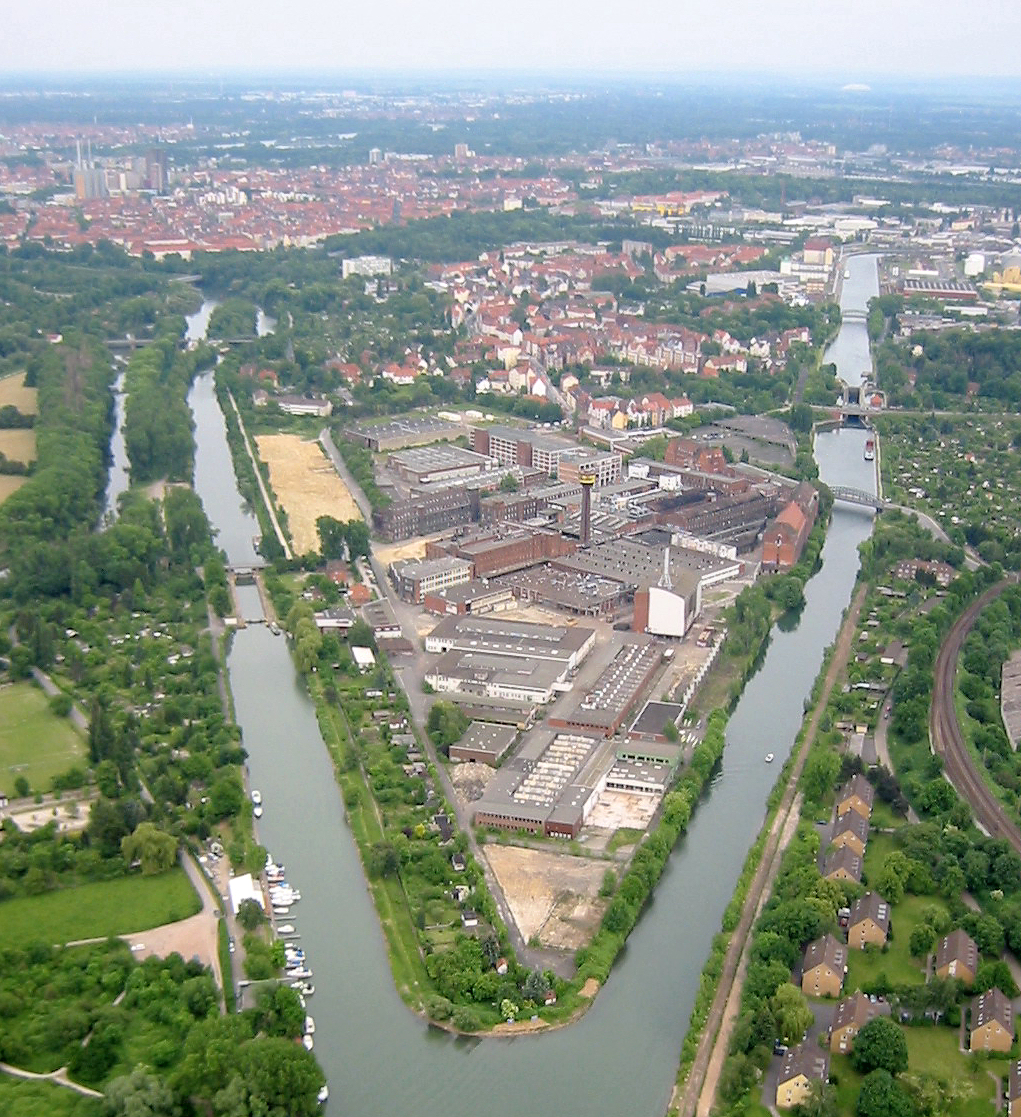
Das Gelände der Wasserstadt Limmer zwischen zwei Gewässern mit inzwischen größtenteils abgerissenen Werksgebäuden, 2008

Wasserstadt Limmer ist der Name eines in Bau befindlichen städtebaulichen Großprojektes im Stadtteil Limmer in Hannover in Niedersachsen. Auf einer 23 Hektar großen Industriebrache der  Continental AG, die halbinselartig zwischen zwei Gewässern liegt, entstehen Wohnungen sowie Geschäfts- und Bürogebäude. Im ersten von drei Bauabschnitten, der 2019 begann und bis 2023 abgeschlossen sein sollte, entstehen 550 Wohnungen. Insgesamt sind 1800 Wohnungen geplant, deren komplette Fertigstellung für 2030 vorgesehen ist.

## Vorgeschichte
Das Areal der geplanten Wasserstadt Limmer liegt zwischen dem Stichkanal Hannover-Linden und dem Verbindungskanal zur Leine. Es ist ein früheres Betriebsgelände der gummiverarbeitenden Industrie. Darauf nahm 1899 die Hannoversche Gummikamm AG die Produktion auf, die sich 1912 in Hannoversche Gummiwerke Excelsior umbenannte. Hergestellt wurden vor allem technische Gummiartikel und Reifen. In der Blütezeit des Unternehmens hatte das Werk bis zu 6000 Beschäftigte (1922); 1939 waren es noch 4100 Mitarbeiter. 1928 ging der Betrieb an die Continental AG über. Während des Zweiten Weltkriegs bestand auf dem Betriebsgelände ein Barackenlager für Zwangsarbeiter mit zehn Wohnbaracken für 1220 Personen, außerdem ab Juni 1944 mit dem KZ-Außenlager Hannover-Limmer ein Außenlager des Konzentrationslagers Neuengamme mit bis zu 1000 weiblichen Häftlingen, die aus dem KZ Ravensbrück und gegen Kriegsende aus dem KZ Hannover-Langenhagen kamen.  Nach dem Krieg setzte die Continental AG die Produktion auf dem als Werk Limmer bezeichneten Betriebsgelände bis zu seiner Schließung im Jahr 1999 fort.

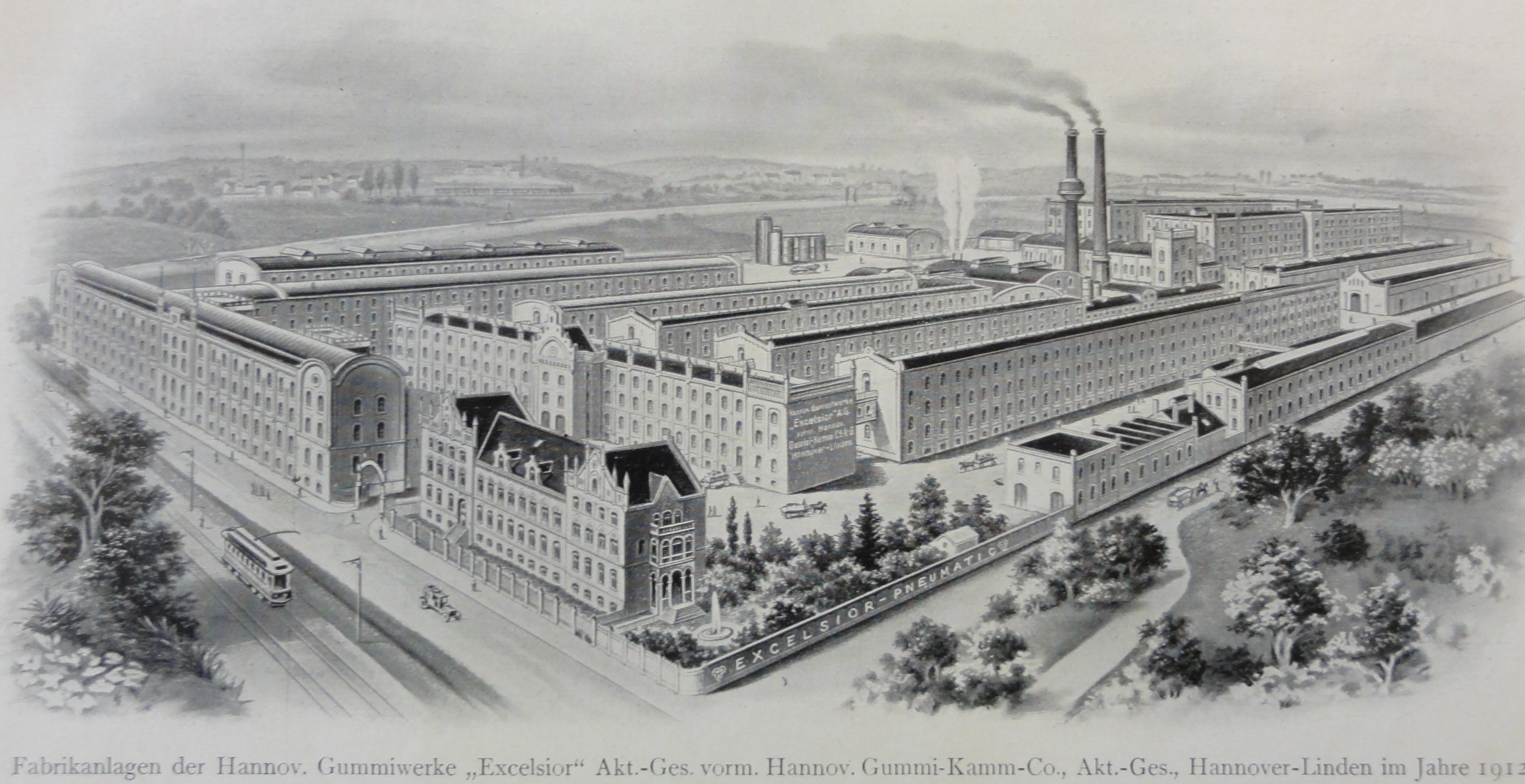
Das Firmengelände 1912
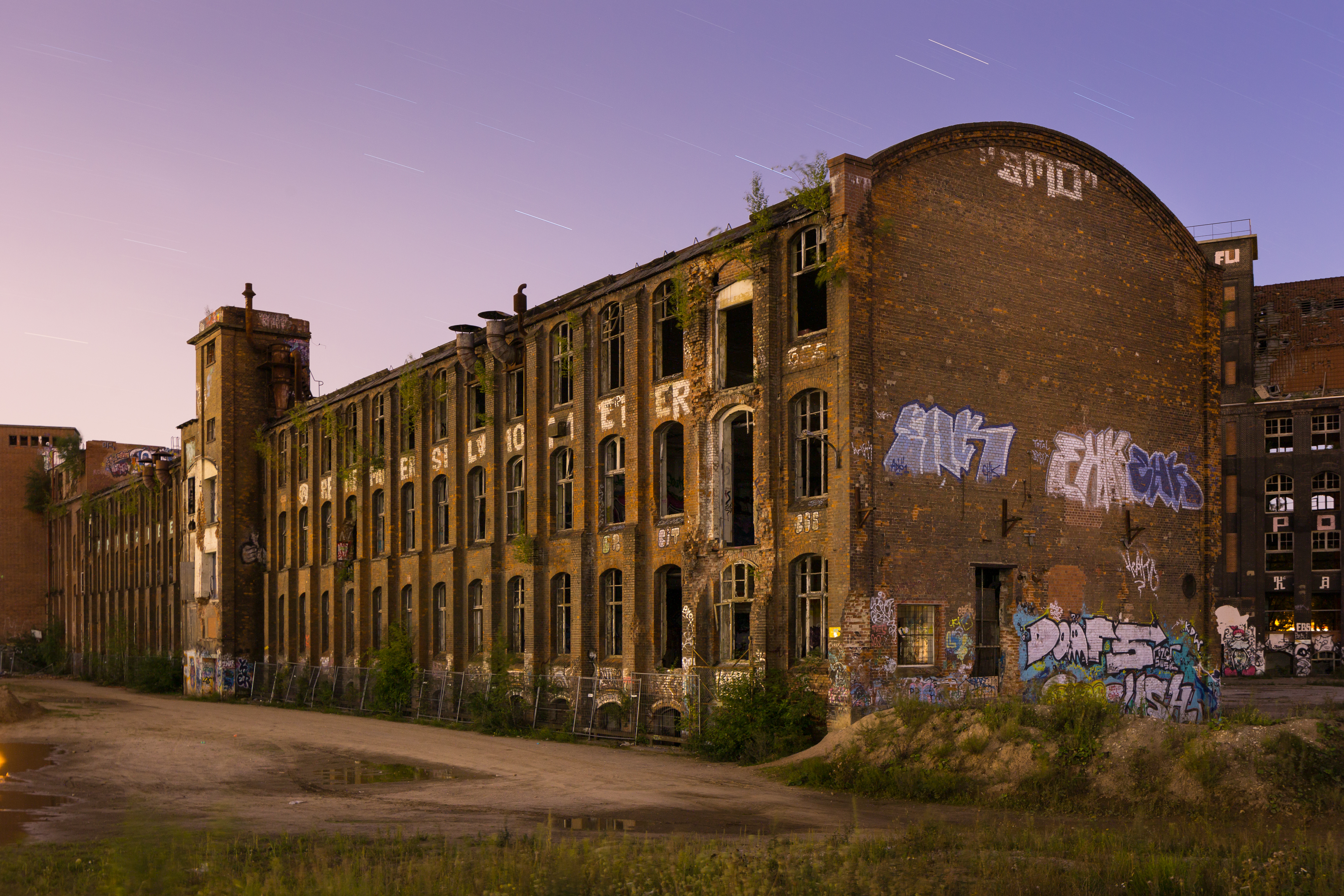
Nicht denkmalgeschützte Werkshalle von 1898, abgerissen 2018
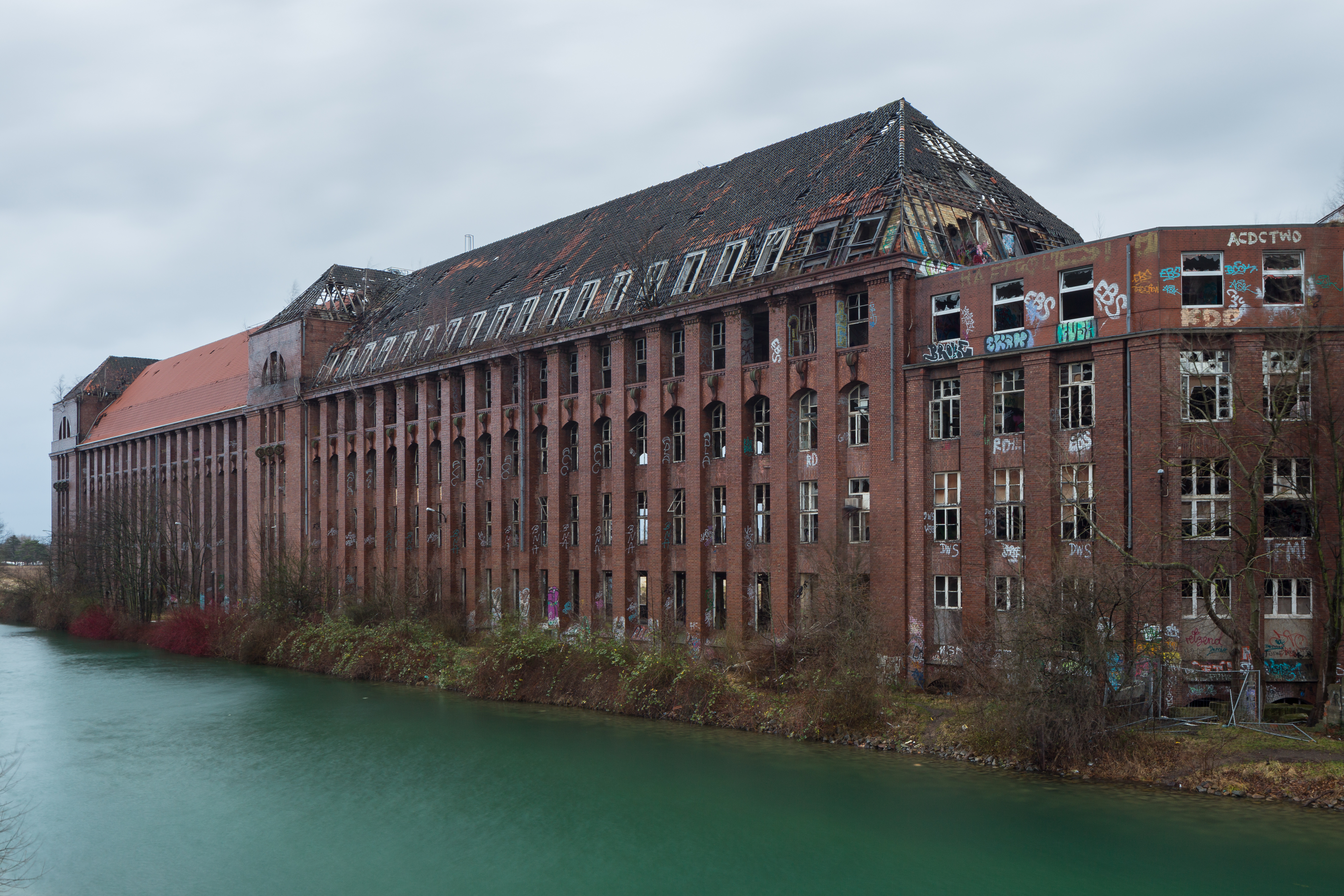
Früheres Werksgebäude am Stichkanal Hannover-Linden, 2015
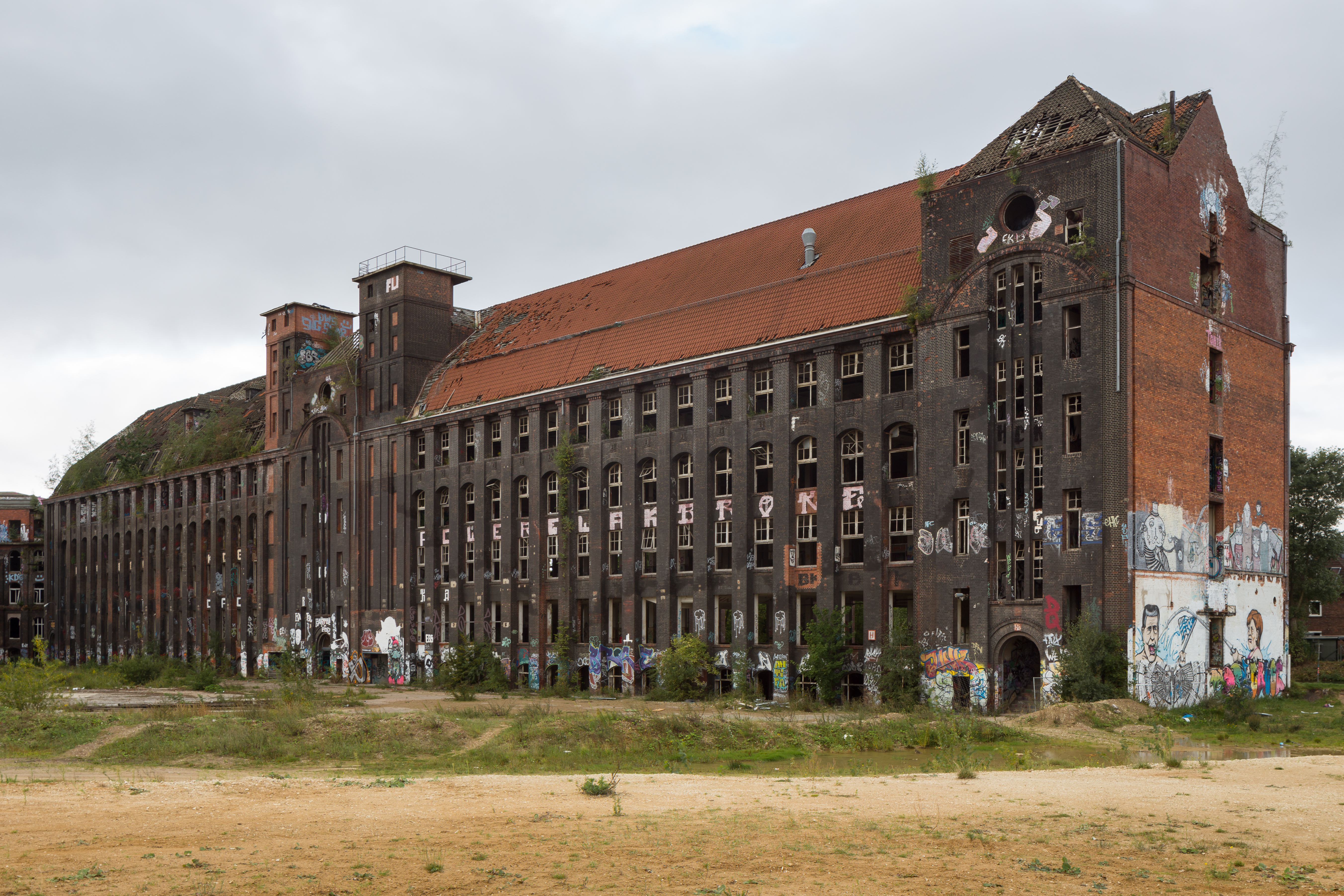
Landseite desselben Werksgebäudes, 2015

## Geländeumwandlung

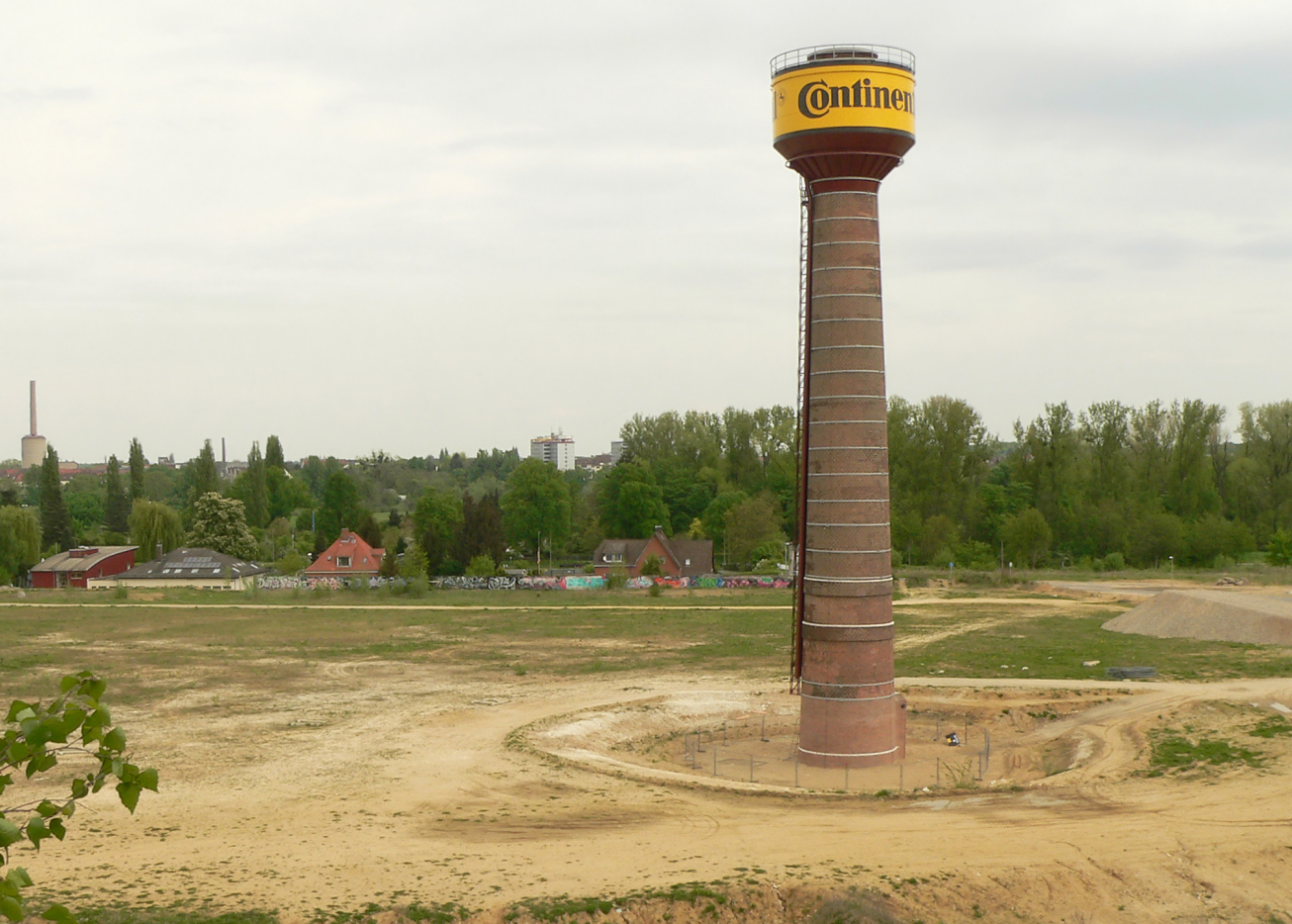
Der 2016 renovierte Wasserturm

Nach der 1999 erfolgten Stilllegung des Werkes Limmer der Continental AG entstanden Pläne für eine Nachnutzung des Fabrikgeländes zur Wohnbebauung. Im Jahr 2002 erfolgte die Ausweisung der Industriebrache als Baugebiet.
Nach einem städtebaulichen Wettbewerb zur Bebauung des Areals folgte 2003 die Entscheidung, dass auf dem 23 Hektar großen Gelände Wohnhäuser sowie Geschäfts- und Bürogebäude entstehen sollen. Die Erhaltung der denkmalgeschützten Fabrikgebäude blieb zunächst offen. Der seit 1999 leerstehende Werkskomplex wurde in den Folgejahren zum Ziel von Jugendlichen, aber auch von Fotografen und Graffiti-Aktivisten. Zunächst wurden die jüngeren, nicht denkmalgeschützten Gebäudetrakte abgerissen. 2009 wurde ein Teil der Gebäudekomplexe gesprengt. Es kam zum Abtrag von kontaminiertem Erdreich und zum Auftrag einer zwei bis vier Meter mächtigen Sandschicht. 2017 war die Sanierung des Geländes abgeschlossen.
Der denkmalgeschützte Wasserturm des Werksgeländes bleibt als zentrales Element und Wahrzeichen der Wasserstadt erhalten. Er ist etwa 100 Jahre alt und 50 Meter hoch. 2016 wurde der Turm für eine Million Euro saniert.
Im 2025 erschienenen Schwarzbuch der Deutschen Stiftung Denkmalschutz wird das frühere Werksgebäude am Stichkanal als gefährdet bezeichnet.

## Bauplanungen

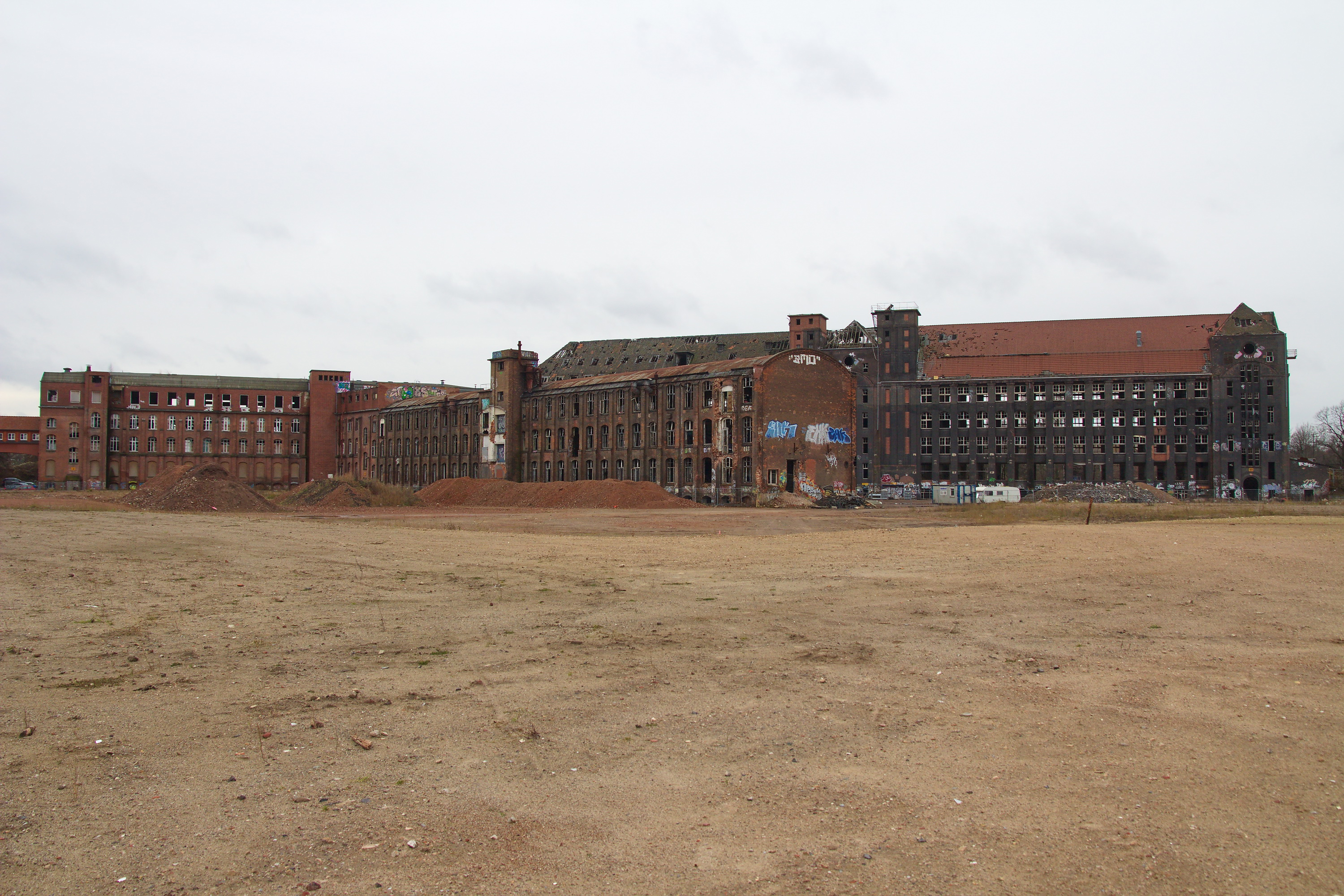
Die auf dem Gelände verbliebenen denkmalgeschützten Fabrikhallen, 2011

2010 ging die Stadtverwaltung Hannover von einem Entwicklungszeitraum von mindestens 15 Jahren aus, in dem in mehreren Bauabschnitten 600 Wohneinheiten sowie in geringem Umfang Flächen für Kleingewerbe oder auch Mischnutzungen entstehen sollten. Besonderes Augenmerk werde auf die Gestaltung der Uferzonen gerichtet, die für die Öffentlichkeit zugänglich sein würden. Im Dezember 2011 waren die Planungen als „Konzept für die Bebauung“ mit vier als „dorfähnlich“ bezeichneten Bebauungsbereichen von der Stadtverwaltung Hannover konkretisiert worden. Demnach sollte die Wasserstadt abschnittsweise von Osten nach Westen bebaut werden.
2013 wurde zur Realisierung der Wasserstadt Limmer eine Projektentwicklungs GmbH gegründet, die ein Gemeinschaftsunternehmen der Volksbank und der Günter Papenburg AG ist. Das Bauprojekt auf rund 230.000 m² soll in mehreren Bauabschnitten entstehen. Der erste Bebauungsplan sollte 2012 aufgelegt werden, so dass 2013 Baubeginn hätte sein können. Die denkmalgeschützten Fabrikgebäude im Südwesten der künftigen Wasserstadt sollten ursprünglich erhalten bleiben, unter anderem als Schallschutz gegen die westlich gelegene Güterumgehungsbahn Hannover. 2017 befürwortete der Investor Günter Papenburg den Abriss wegen Unbewohnbarkeit durch Giftrückstände in der Bausubstanz. Aus dem Grund beschlossen die Behörden 2023 den Abriss.
Die 2013 vorgelegten Planungen des ersten Bauabschnitts umfassten 2000 Wohneinheiten auf rund 80.000 m². Wegen fehlender Bürgerbeteiligung und zu dichter Bebauung wurde der Bebauungsplan vom Bezirksrat abgelehnt.
2014 stellte die Stadtverwaltung Hannover aufgrund der zunehmenden Wohnungsnot ein neues Konzept mit bis zu 2200 Wohneinheiten für 5000 Bewohner in vier bis achtgeschossiger Bauweise vor. Dagegen gab es aus Teilen der Politik und von Bürgern Einwände. Nach einem neuen Bürgerbeteiligungsverfahren ab 2014 wurden 2015 Ziele zwischen 1000 und 1800 Wohneinheiten diskutiert. Im August 2016 beschlossen Bau- und Umweltausschuss des Rates den Bau von weniger als 2000 Wohnungen für deutlich mehr als 3000 Menschen. Im ersten Bauabschnitt nahe dem Dorfkern von Limmer waren 20 % Sozialwohnungsbau vorgesehen. Nachdem bis Dezember 2017 vorbereitend am Grundstück gearbeitet und eine Betonmischanlage errichtet wurde, sollte den ursprünglichen Planungen nach der Bau der Häuser des ersten Bauabschnitts mit 500 Wohnungen von 2018 bis 2019 andauern.

## Bauumsetzung

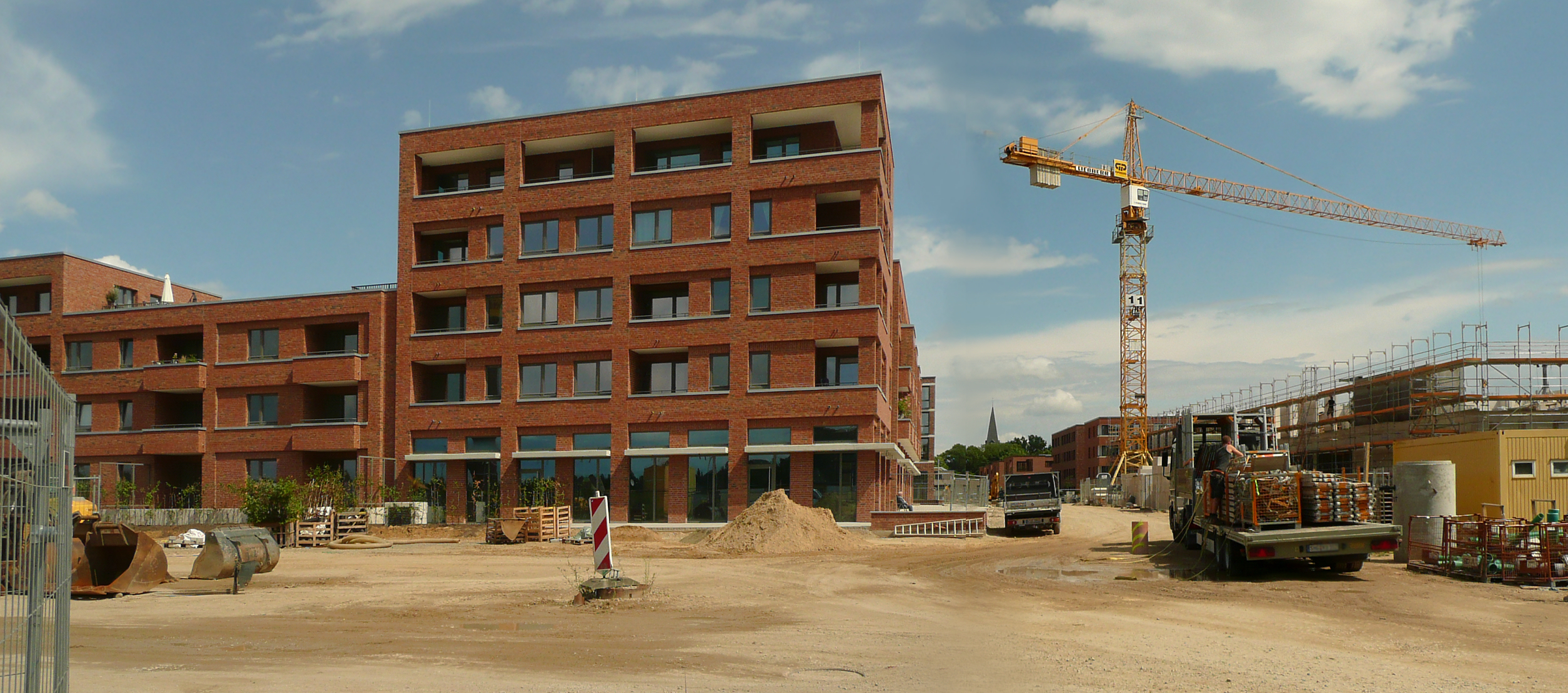
Neue Wohnbauten im östlichen Bereich, 2023

Tatsächlich erfolgte 2019 der Baubeginn beim ersten Bauabschnitt, der 2023 weitestgehend fertiggestellt war. Ein Großteil der Wohnungen in diesem Bereich war bezogen. Der übrige Teil des Bauareals für die weiteren Bauabschnitte liegt weiterhin brach.